# Polesie (powiat średzki)
Polesie – wieś w Polsce położona w województwie wielkopolskim, w powiecie średzkim, w gminie Zaniemyśl. 
W latach 1975–1998 miejscowość położona była w województwie poznańskim.